# 南郷村 (千葉県)
南郷村（なんごうむら）は、千葉県山武郡（武射郡）にかつて存在した村である。
現在の山武市の南部にあたる。山武市立南郷小学校などにその名をとどめる。

## 沿革
- 1889年（明治22年）4月1日 - 町村制施行に伴い、上横地村、下横地村、富田幸谷村、五木田村、草深村、小泉村、富口村が合併して武射郡南郷村が発足。
- 1897年（明治30年）4月1日 - 山辺郡、武射郡が統合されて山武郡となる。
- 1954年（昭和29年）10月1日 - 成東町、大富村と合併し、改めて成東町を新設。同日南郷村廃止。
- 2006年（平成18年）3月27日 - 成東町が山武町、松尾町、蓮沼村と合併し、山武市を新設。